# Bitwa pod Ostrowią Mazowiecką

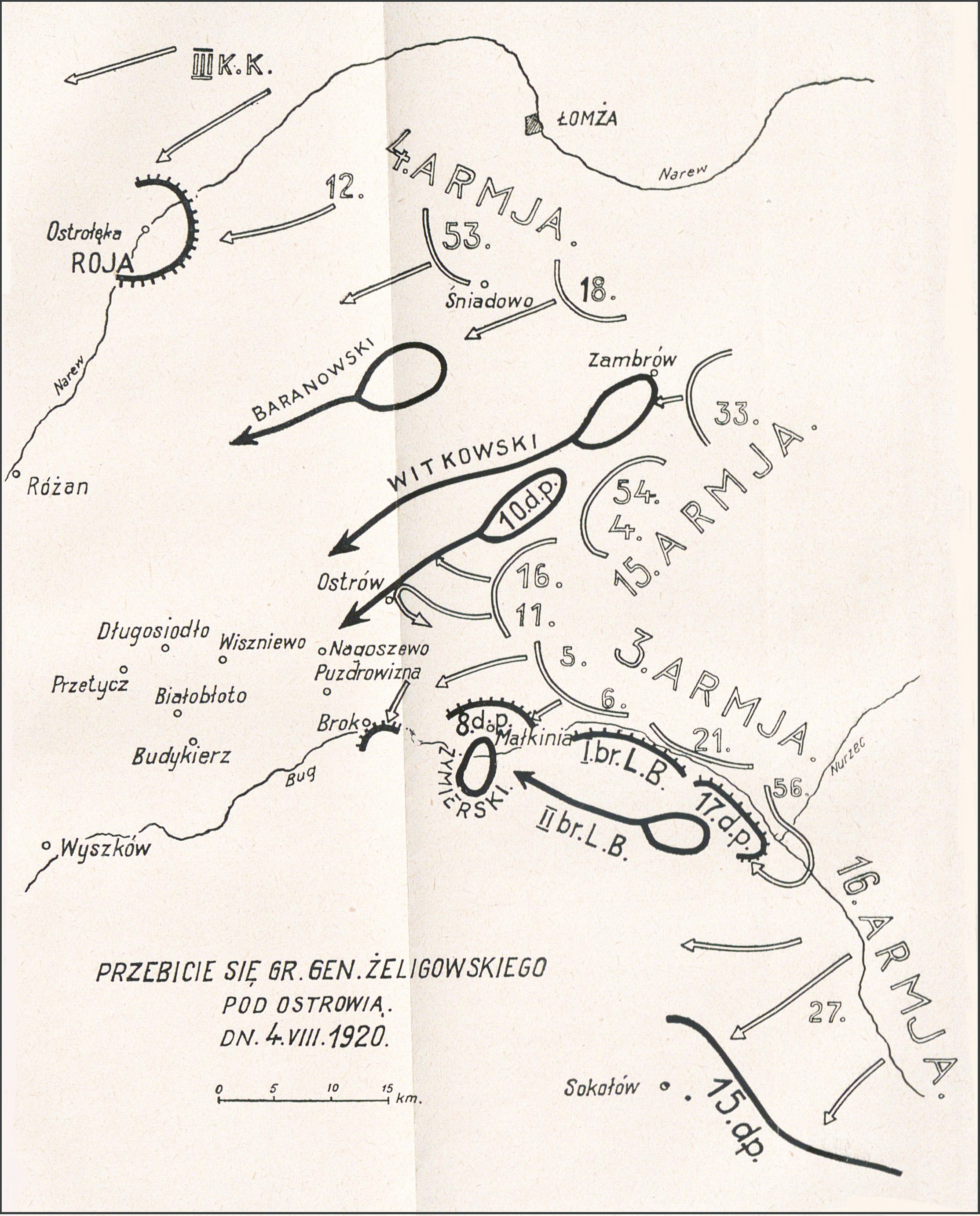
Sytuacja pod Ostrowią 4 sierpnia 1920

Bitwa pod Ostrowią Mazowiecką – walki polskiej 10 Dywizji Piechoty z sowiecką 48 Brygadą Strzelców w czasie II ofensywy Frontu Zachodniego Michaiła Tuchaczewskiego w okresie wojny polsko-bolszewickiej.

## Położenie wojsk przed bitwą
W pierwszej dekadzie lipca przełamany został front polski nad Autą, a wojska Frontu Północno-Wschodniego gen. Stanisława Szeptyckiego cofały się pod naporem ofensywy Michaiła Tuchaczewskiego.
Naczelne Dowództwo Wojska Polskiego nakazało powstrzymanie wojsk sowieckiego Frontu Zachodniego na linii dawnych okopów niemieckich z okresu I wojny światowej.
Sytuacja operacyjna, a szczególnie upadek Wilna i obejście pozycji polskich od północy, wymusiła dalszy odwrót wojsk polskich.
1 Armia gen. Gustawa Zygadłowicza cofała się nad Niemen, a 4 Armia nad Szczarę.
Obrona wojsk polskich na linii Niemna i Szczary również nie spełniła oczekiwań. W walce z przeciwnikiem oddziały polskie poniosły duże straty i zbyt wcześnie zaczęły wycofanie na linię Bugu.
Plan polskiego Naczelnego Dowództwa zakładał, że 1. i 4 Armia oraz Grupa Poleska do 5 sierpnia będą bronić linii Narew – Orlanka oraz Leśna – Brześć, aby umożliwić przygotowanie kontrofensywy z rejonu Brześcia na lewe skrzydło wojsk Frontu Zachodniego Michaiła Tuchaczewskiego. Rozstrzygającą operację na linii Bug, Ostrołęka, Omulew doradzał też gen. Maxime Weygand.

## Walki pod Ostrowią Mazowiecką
4 sierpnia grupa generała Lucjana Żeligowskiego rozpoczęła odwrót z rejonu Zambrowa do lasów na wschód od Ostrowi. W tym czasie sowieckie 16. i 33 Dywizja Strzelców kontynuowały pościg równoległy, a ich ubezpieczenia bojowe wyszły na szosę Ostrów Mazowiecka – Zambrów i przecięły marszruty polskich kolumn taborowych.
Jeszcze przed południem sowiecka 48 Brygada Strzelców uderzyła na Ostrów Mazowiecką, obsadzoną jedynie przez pododdziały sztabowe wsparte baterią artylerii ciężkiej. Po krótkiej walce czerwonoarmiści złamali polską obronę i opanowali miasto, odcinając drogę odwrotu grupie gen. Żeligowskiego. Około południa pod Ostrów dotarła polska 10 Dywizja Piechoty. Jako pierwsze walkę o miasto rozpoczęły oddziały sztabowe i taborowe dywizji, tworzące czoło kolumny. Kontratak nieprzyjaciela rozproszył je i żołnierze sztabowi i taborowi schronili się w okolicznych lasach.
Dopiero nadciągające 29. i 28 pułki piechoty rozpoczęły metodyczne natarcie z wykorzystaniem artylerii i około godz. 13:00, za cenę znacznych strat, opanowały miasto. Późnym popołudniem na Ostrów uderzyły siły główne sowieckiej 16 Dywizji Strzelców i wyparły Polaków z miasta.
Dowódca polskiego 41 pułku piechoty i IV/157 pp zdecydowali się ominąć miasto od północnego zachodu i cofać się na Komorowo.
W trakcie marszu kolumna 41 pp została zaatakowana w lasach ostrowskich przez sowiecką 46 Brygadę Strzelców. Polski pułk poniósł znaczne straty.

## Bilans walk
Bitwa pod Ostrowią Mazowiecką zakończyła się klęską grupy generała Lucjana Żeligowskiego. Tylko 41 pułk piechoty zostawił na polu bitwy ponad 100 rannych. 29 pułk piechoty stracił około 15 zabitych i 40 rannych. Bohaterami bitwy byli między innymi ogniomistrz Bolesław Kossobudzki, plutonowy Józef Pisany i bombardier Paweł Wondraczek z 10 pułku artylerii polowej.
Na dolnym ramieniu krzyża kawalerskiego sztandaru 4 pułku artylerii ciężkiej znajduje się wyhaftowana nazwa i data bitwy „Ostrów Mazowiecka 4.VIII.1920”.